# Liste der ungarischen Nobelpreisträger
Seit 1901 wird aus den Stiftungsgeldern des schwedischen Chemikers und Industriellen Alfred Nobel (1833–1896) der Nobelpreis finanziert. Hier aufgelistet werden Träger des Nobelpreises mit ungarischer Staatsangehörigkeit oder in Ungarn gebürtige Preisträger mit anderer Nationalität.
*Katalin Karikó
*Ferenc Krausz
Avram Hershkó (ISR) geboren Ferenc Herskó in Ungarn 

## Nobelpreis für Literatur
- Imre Kertész 2002

## Nobelpreis für Chemie
- Richard Zsigmondy 1925
- Leopold Ružička 1937
- George de Hevesy 1943
- John C. Polanyi 1986
- George A. Olah 1994
- Avram Hershko 2004

## Nobelpreis für Physik
- Philipp Lenard 1905
- Eugene Paul Wigner 1963
- Dennis Gábor 1971
- Ferenc Krausz 2023

## Nobelpreis für Physiologie oder Medizin
- Robert Bárány 1914
- Albert von Szent-Györgyi Nagyrápolt 1937
- Georg von Békésy 1961
- Katalin Karikó 2023

## Alfred-Nobel-Gedächtnispreis für Wirtschaftswissenschaften
- John Harsanyi 1994